# 小花轮钟草
小花轮钟草（学名：Codonopsis parviflora）是桔梗科党参属的植物。其种加词“parviflora”意为“小花的”。分布在缅甸、不丹、老挝、印度、锡金以及中国大陆的云南等地，生长于海拔650米至1,500米的地区，见于灌丛或草丛中，目前尚未由人工引种栽培。
现接受名为小花轮钟草（Cyclocodon parviflorus (Wall. ex A.DC.) Hook.f. & Thomson, 1857）。